# Kościół i klasztor des Billettes w Paryżu
Kościół i klasztor des Billettes w Paryżu – zespół budynków sakralnych w Paryżu, w 4 okręgu miejskim, pierwotnie katolicki, od XIX wieku użytkowany przez społeczność luterańską. 

## Historia
Powodem budowy kościoła i klasztoru na ulicy des Archives, w pobliżu już funkcjonującej parafii Saint-Merri stało się wydarzenie z 1294 r. Wtedy to według niepotwierdzonych wiadomości Żyd nazwiskiem Jonathas sprofanował hostię, na której miały pojawić się krwawe znaki. Przerażony tym Jonathas miał wrzucić hostię do gorącej wody, a ta wtedy niespodziewanie uniosła się w powietrze i zniknęła. Wzburzony tłum paryżan doprowadził do skazania Żyda na śmierć i spalenia na Place de Grève, zaś w miejscu jego zburzonego domu ustawiono początkowo kaplicę, a następnie rozpoczęto budowę większego kompleksu. 
W 1299 powstałe obiekty przeszły w posiadanie zakonu Miłosierdzia Matki Boskiej (bracia zwany billettes). Kościół był popularnym miejscem pielgrzymkowym (ze względu na domniemany cud z 1294 r.) i dzięki darom wiernych należał do najlepiej sytuowanych kościołów w Paryżu. Pozwoliło to na rozbudowę obiektów w latach 1405-1427, kiedy bracia sfinansowali budowę dzwonnicy i nowych budynków klasztornych. 

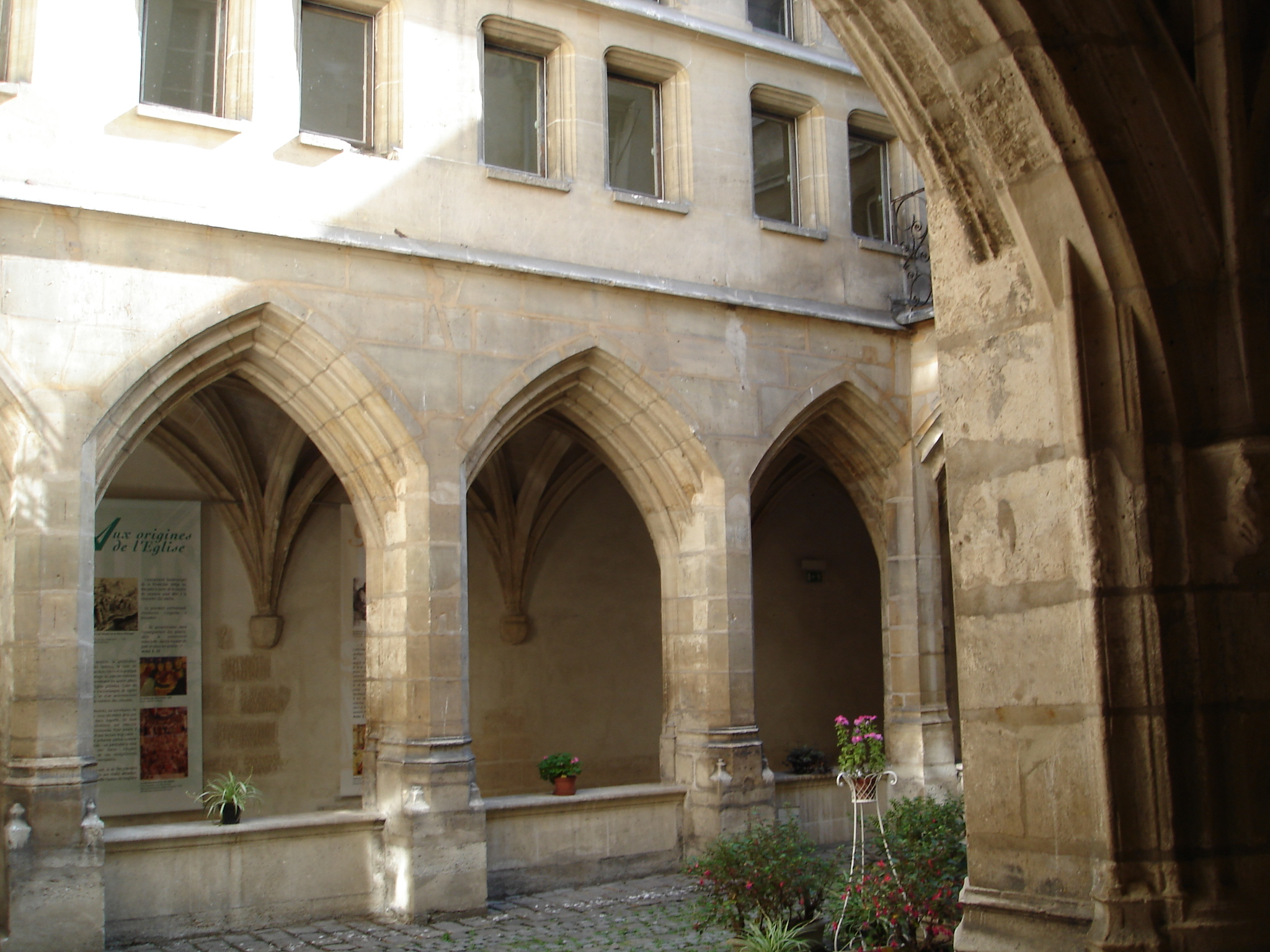
Krużganki klasztorne

W 1633 r. kościół trafił w ręce karmelitanek, które dokonały (według projektu anonimowego architekta - dominikanina) kolejnej, o wiele bardziej radykalnej przebudowy. To wtedy obiekt otrzymał dzisiejszą, klasycystyczną fasadę. Zakonnice zostały zmuszone do opuszczenia obiektów w czasie Wielkiej Rewolucji Francuskiej, kiedy budynki zostały sprzedane osobom prywatnym. Zdewastowane, w 1808 r. trafiły do rąk luteran. 

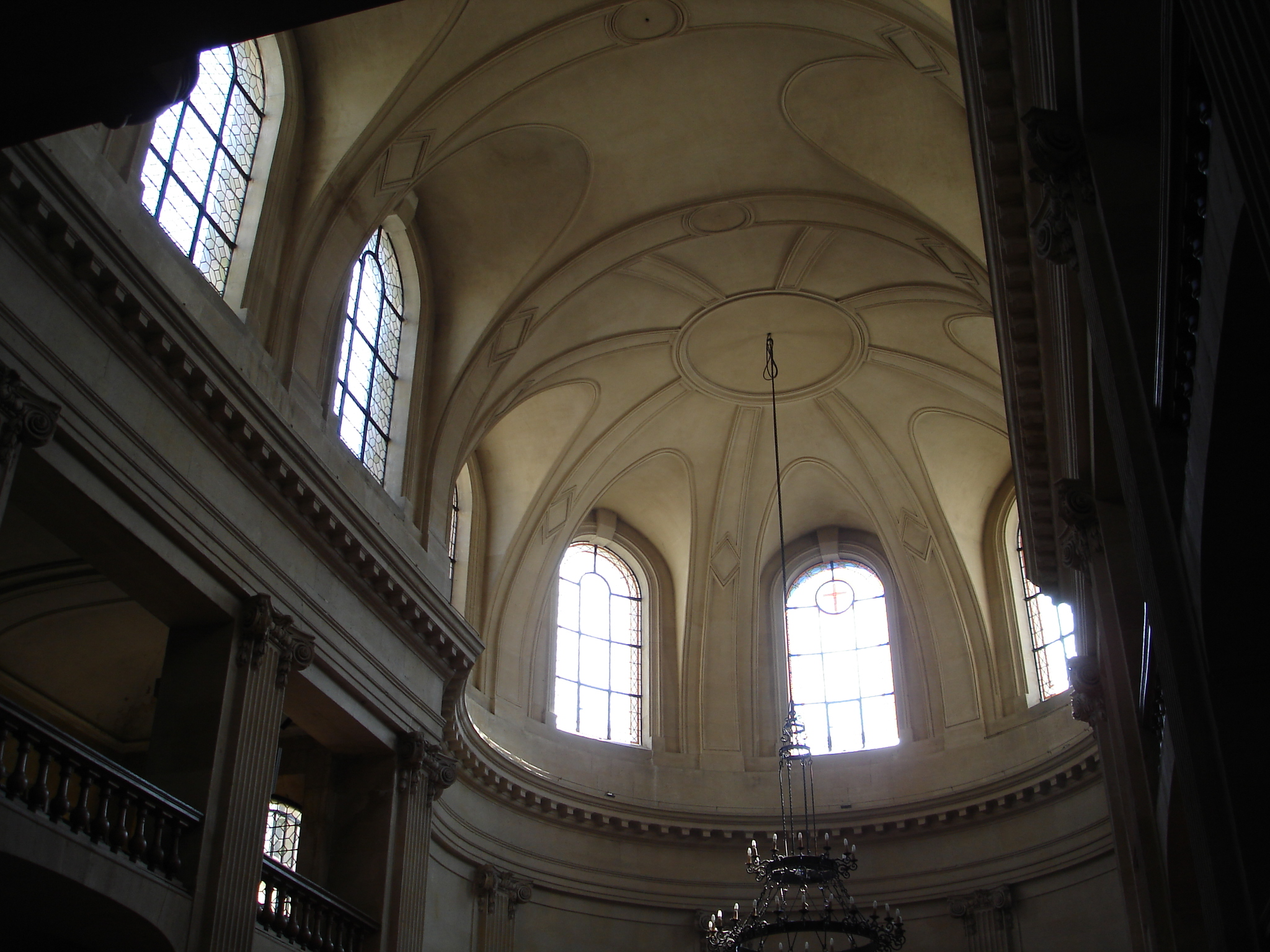
Wnętrze kościoła

## Architektura
Zespół obiektów wpisuje się w architekturę ulicy des Archives, nie wysuwając się przed linię domów. Fasada kościoła reprezentuje klasycyzm. Do wnętrza prowadzi jedno wejście ze skromnym portalem, otoczone czterema pilastrami jońskimi (po dwa z każdej strony). Ponad wejściem umieszczono ponadto skromny fryz. Na wyższym poziomie fasady znajduje się jedno półkoliste okno, częściowo zasłonięte zegarem. Po obu jego stronach także znajdują się korynckie pilastry. Całość wieńczy tympanon. Kopuła kościoła wznosi się ponad fasadę. 
Budynki klasztorne posiadają na swoim terenie dziedziniec otoczony krużgankami, utrzymanymi w stylu gotyckim. Oparte są one na ostrych łukach i przykryte sklepieniem krzyżowo-żebrowym. Są to jedyne elementy zabudowań klasztornych, które zachowały dawną architekturę: zarówno wnętrze, jak i wygląd ścian wewnętrznych klasztoru noszą wyraźne znamiona przebudów w XX wieku. 
Wnętrze obiektu jest skromne, zgodnie z pryncypiami luterańskimi. Kościół przykrywa kopuła, brak efektownego ołtarza głównego, jedynie neogotycka stolarka artystyczna stanowi dekorację miejsca kultu. Z tego samego okresu (XX wiek) pochodzą imponujące organy oraz znacznie skromniejsze witraże.